# Tuffi ai campionati mondiali di nuoto 2011 - Piattaforma 10 metri sincro maschile
La competizione di tuffi dalla piattaforma 10 metri sincro maschile dei campionati mondiali di nuoto 2011 si è disputata nei giorni 16 e 17 luglio 2011 allo Shanghai Oriental Sports Center di Shanghai, in Cina. La gara si è svolta in due fasi: il 16 luglio 2011 si è disputato il turno eliminatorio cui hanno partecipato diciassette coppie di atleti. I migliori dodici hanno gareggiato per le medaglie nella finale tenutasi il giorno seguente.

## Medaglie
| Posizione | Atlete                                 | Paese    |
| --------- | -------------------------------------- | -------- |
| Oro       | Qiu Bo Huo Liang                       | Cina     |
| Argento   | Patrick Hausding Sascha Klein          | Germania |
| Bronzo    | Oleksandr Horškovozov Oleksandr Bondar | Ucraina  |

## Risultati
In verde sono indicati gli atleti ammessi alla finale.
| Pos. | Atleti                                 | Nazionalità    | Preliminare | Preliminare | Finale    | Finale |
| Pos. | Atleti                                 | Nazionalità    | Punti       | Pos.        | Punti     | Pos.   |
| ---- | -------------------------------------- | -------------- | ----------- | ----------- | --------- | ------ |
| 1    | Qiu Bo Huo Liang                       | Cina           | 477.96      | 1           | 480.03    |        |
| 2    | Patrick Hausding Sascha Klein          | Germania       | 441.12      | 3           | 443.01    |        |
| 3    | Oleksandr Horškovozov Oleksandr Bondar | Ucraina        | 423.99      | 6           | 435.36    |        |
| 4    | Il'ja Zacharov Victor Minibaev         | Russia         | 429.84      | 4           | 427.98    | 4      |
| 5    | David Boudia Nick McCrory              | Stati Uniti    | 447.21      | 2           | 420.69    | 5      |
| 6    | Peter Waterfield Tom Daley             | Gran Bretagna  | 424.47      | 5           | 407.46    | 6      |
| 7    | Germán Sánchez Ivan García Navarro     | Messico        | 419.58      | 7           | 393.09    | 7      |
| 8    | Eric Sehn Kevin Geyson                 | Canada         | 386.22      | 9           | 386.70    | 8      |
| 9    | Kazuki Murakami Yu Okamoto             | Giappone       | 396.12      | 8           | 380.52    | 9      |
| 10   | Cimafej Chordeičik Vadzim Kaptur       | Bielorussia    | 372.57      | 11          | 378.78    | 10     |
| 11   | Juan Ríos Víctor Ortega                | Colombia       | 372.96      | 10          | 374.43    | 11     |
| 12   | Jeinkler Aguirre José Guerra           | Cuba           | 368.01      | 12          | 371.82    | 12     |
| 16.5 | H09.5                                  |                |             |             | 00:55.635 | O      |
| 13   | Francesco Dell'Uomo Maicol Verzotto    | Italia         | 361.86      | 13          |           |        |
| 14   | Hugo Parisi Rui Marinho                | Brasile        | 347.01      | 14          |           |        |
| 15   | Edickson Contreras Enrique Rojas       | Venezuela      | 333.00      | 15          |           |        |
| 16   | Ri Hyon-Ju Hyon Il-Myong               | Corea del Nord | 316.77      | 16          |           |        |
| 17   | Noor Husaini Muhammad Nasrullah        | Indonesia      | 304.80      | 17          |           |        |